# Öblarn
Öblarn ist eine Marktgemeinde mit 1891 Einwohnern (Stand 1. Jänner 2025) in der Steiermark (Gerichtsbezirk Schladming). Seit 1. Jänner 2015 ist sie im Rahmen der steiermärkischen Gemeindestrukturreform mit der Gemeinde Niederöblarn zusammengeschlossen und führt den Namen „Öblarn“ weiter.

## Geografie

### Gemeindegliederung
Das Gemeindegebiet umfasst folgende sechs Ortschaften (in Klammern Einwohnerzahl Stand 1. Jänner 2025):
- Gritschenberg (87) samt Zamberg und Zeissenberg
- Moosberg, auch Sonnberg (29)
- Niederöblarn (424)
- Öblarn (993) samt Bach
- Sonnberg (346) samt Edling, Schattenberg und Walchen
- Straßerberg (12)

Die Gemeinde besteht aus den drei Katastralgemeinden (Fläche Stand 31. Dezember 2023):
- Niederöblarn (2.095,44 ha)
- Öblarn (390,26 ha)
- Sonnberg (4.524,82 ha)

### Nachbargemeinden
| Mitterberg-Sankt Martin |                                             |                        |
|                         | Kompassrose, die auf Nachbargemeinden zeigt | Irdning-Donnersbachtal |
| Sölk                    |                                             |                        |

## Geschichte

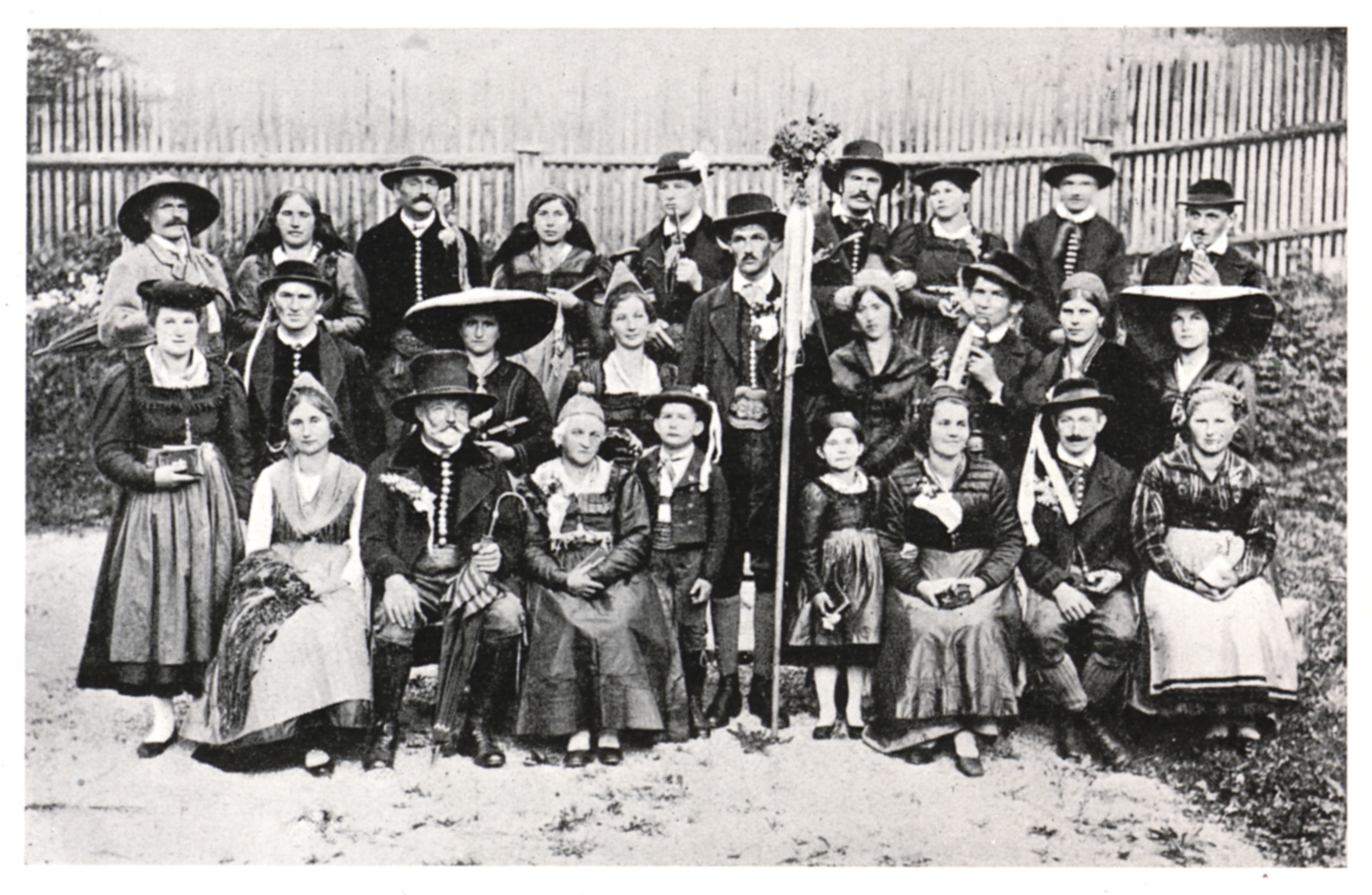
Gruppe mit Trachten aus Öblarn aus unterschiedlichen Perioden

### Historischer Überblick
- 1434: Eine Schmelzhütte in der Walchen wird zum ersten Mal in einem Urbar erwähnt.
- 1469: Urkundlicher Beleg der Bergrechtsverleihung durch den Abt von Admont an Jakob Schauer, Paul Rieder und Peter zu Talern. Die Originalurkunde liegt im Archiv von Stift Admont.
- 1552: Die Gewerken Lukas Sitzinger und Andreas Prantmayr aus Nürnberg übernehmen den Bergbau in der Walchen.
- 1565: Das Verweserhaus (heute Herrschaftsamt bzw. Amtshaus) wird errichtet. Dieses Gebäude beherbergte die Bergbauverwaltung und prägt heute noch mit seiner Größe den Marktplatz von Öblarn.
- 1656: Johann Feuersänger aus Salzburg leitet einige Jahre  die Geschicke des Walchener Bergbaues, jedoch ohne Erfolg.
- 1666: Hans Adam Stampfer übernimmt den stark abgewirtschafteten Betrieb. Durch 136 Jahre führt seine Familie den Bergbau und die Hüttenbetriebe zur höchsten Blüte. In der zweiten Hälfte des 17. und im 18. Jahrhundert wurde der Öblarner Bergbau im gesamten deutschsprachigen Raum bekannt. Besondere Anerkennung fand das Stampfer’sche Verfahren des Erzröstens und des Schmelzens von Rosettenkupfer. Hans Adam Stampfer und seine Nachfolger wurden infolge dieses Ruhmes in den Adelsstand erhoben und durften den Titel „Grafen von Walchenberg“ tragen. Die Gattin von Hans Adam Stampfer, Maria Elisabeth Stampfer, geborene Dellatore, beschrieb die Übernahmezeit des Walchener Bergbaues ausführlich und höchst interessant in ihrem „Hausbüchl der Stampferin“.
- 1802: Graf Batthyány hat nach der Stampfer-Dynastie ein schweres Fortkommen und scheitert.
- 1819: Die Ritter von Fridau, zwei Brüder, versuchen der verarmten Gemeinde zu helfen und lassen Bergbau und Produktion unter großen Opfern wieder aufleben.
- 1848: Aufhebung der Grundherrschaften.
- 1850: Entstehung der Ortsgemeinde als autonome Körperschaft.
- 1858: Kohlemangel und schwierige Bearbeitung der komplexen Erze zwingen zur Schließung von Bergbau und Hüttenbetrieb. Seither sind die Röststadel und Schmelzöfen dem Verfall preisgegeben.
- 1891: Leonard Brigl nimmt den Bergbau zur Gewinnung von Schwefelkies, den er zur Zelluloseumwandlung in seiner Papierindustrie in Niklasdorf braucht, wieder auf.
- 1939: Nach dem Anschluss Österreichs (März 1938) wird aus dem Bundesland der Reichsgau Steiermark, aus dem Bezirk der Kreis Liezen.
- 1945: Öblarn liegt nach dem Ende des Zweiten Weltkrieges bis 1955 in der britischen Besatzungszone.
- 1958: Nach einigen Unterbrechungen folgt mit diesem Jahr die endgültige Schließung des Bergbaubetriebes.
- 1998: Unter Mithilfe der Marktgemeinde Öblarn, des Landes Steiermark und des Österreichischen Bundesdenkmalamtes stoppt der neu gegründete Bergbauverein Öblarn den Verfall und beginnt mit den Erhaltungsarbeiten an den montanhistorischen Stätten.
- 2008: Nach zehnjähriger harter und konsequenter Arbeit kann ein guter Teil der historischen Erzgewinnungs- und Metallverarbeitungsanlagen die einstige Größe und Bedeutung des Bergbaues in der Walchen wieder sichtbar machen. So sind heute der Thaddäusstollen, der große Röststadel bzw. „Schwefelofen“, der Kupferofen und der einzigartige Silbertreibherd wieder so weit hergestellt, dass der Kupfer-, Silber- und Schwefelgewinnungsprozess des 17., 18. und 19. Jahrhunderts gut vorstellbar ist.

### Kupferbergbau und -verarbeitung in Öblarn
Öblarn war mehrere Jahrhunderte lang ein bedeutender Bergbauort. Seine Produkte erlangten weit über das heutige Österreich hinaus Anerkennung.
Der Schaupfad Kupferweg beginnt im Ortszentrum von Öblarn beim ehemaligen Verweserhaus, heute „Herrschaftsamt“, und führt südwärts in das Walchental. 14 Stationen sind als solche gekennzeichnet.

## Kultur und Sehenswürdigkeiten

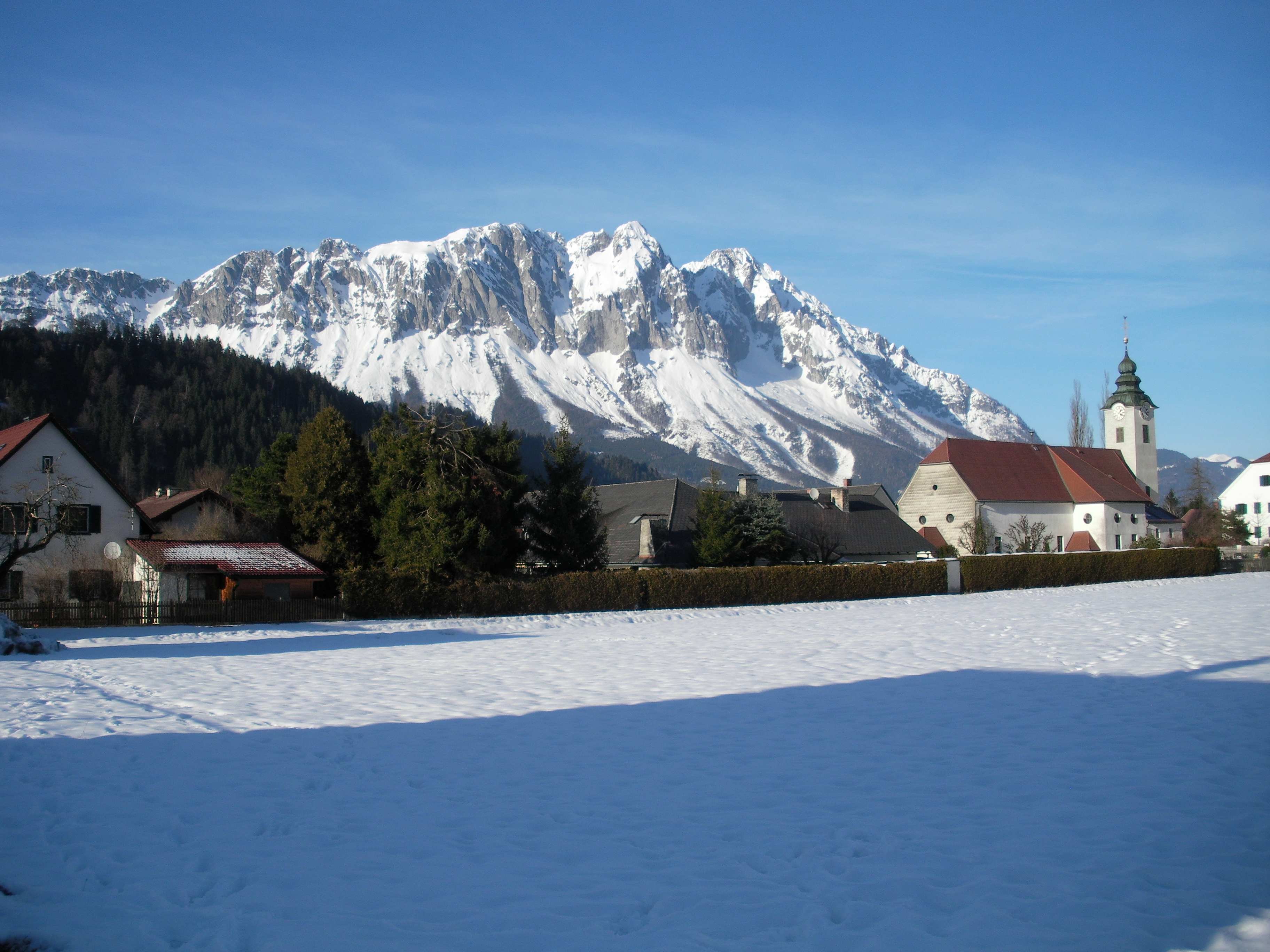
Pfarrkirche Öblarn

- Katholische Pfarrkirche Öblarn hl. Andreas
- Kalvarienberg
- Kirchplatz
- Pfarrhof, ursprünglich Schulhaus
- Das Forstamt am Kirchplatz, ehemaliges Verweserhaus der Bergbaubetriebe, auch „Herrschaftsamt“, stammt aus dem 17. Jahrhundert.
- Montanhistorischer Schaupfad Öblarner Kupferweg
- Holzkapelle in der Walchen

Museen
- Paula-Grogger-Museum im ehemaligen Wohnhaus der Schriftstellerin
- Imkermuseum mit einer Sammlung alter Imkereigeräte

Regelmäßige Veranstaltungen
- Jährlicher Schafbauerntag
- Öblarner Festspiele: Die Hochzeit von Paula Grogger wird alle fünf Jahre seit 1992 aufgeführt, davor unregelmäßig seit 1937.[4]

## Politik
Der Gemeinderat hat 15 Mitglieder.
- Mit den Gemeinderatswahlen in der Steiermark 2015 hatte der Gemeinderat folgende Verteilung: 8 ÖVP, 4 SPÖ, 2 Bürgerliste Anton Knerzl und 1 FPÖ.[5]
- Mit den Gemeinderatswahlen in der Steiermark 2020 hatte der Gemeinderat folgende Verteilung: 8 ÖVP, 6 SPÖ und 1 FPÖ.[6]
- Mit den Gemeinderatswahlen in der Steiermark 2025 hat der Gemeinderat folgende Verteilung: 7 ÖVP, 6 SPÖ und 2 FPÖ.[7]

### Bürgermeister
- 1965–1981 Josef Rammer
- 1981–1990 Albert Ertlschweiger (SPÖ)
- 1990–2000 Elisabeth Köberl (ÖVP)
- 2000–2006 Anton Knerzl (FPÖ, BZÖ)
- 2006–2008 Ehrenfried Lemmerer (SPÖ)
- seit 2008 Franz Zach (ÖVP)

### Wappen
Die Verleihung des Gemeindewappens erfolgte mit Wirkung vom 1. Oktober 1996.
Wegen der Gemeindezusammenlegung verlor das Wappen mit 1. Jänner 2015 seine offizielle Gültigkeit.
Die Wiederverleihung erfolgte mit Wirkung vom 1. November 2015.

Die neue Blasonierung lautet:
„In einem Hermelinschild zwei rote Pfähle und ein, die Flanken freilassend, innen mit schwarzem Faden bordiertes silbernes Andreaskreuz.“

## Persönlichkeiten

### Ehrenbürger
- 1972: Ferdinand Tremel (1902–1979), Universitätsprofessor, Mitglied der Historischen Landeskommission für Steiermark[9]

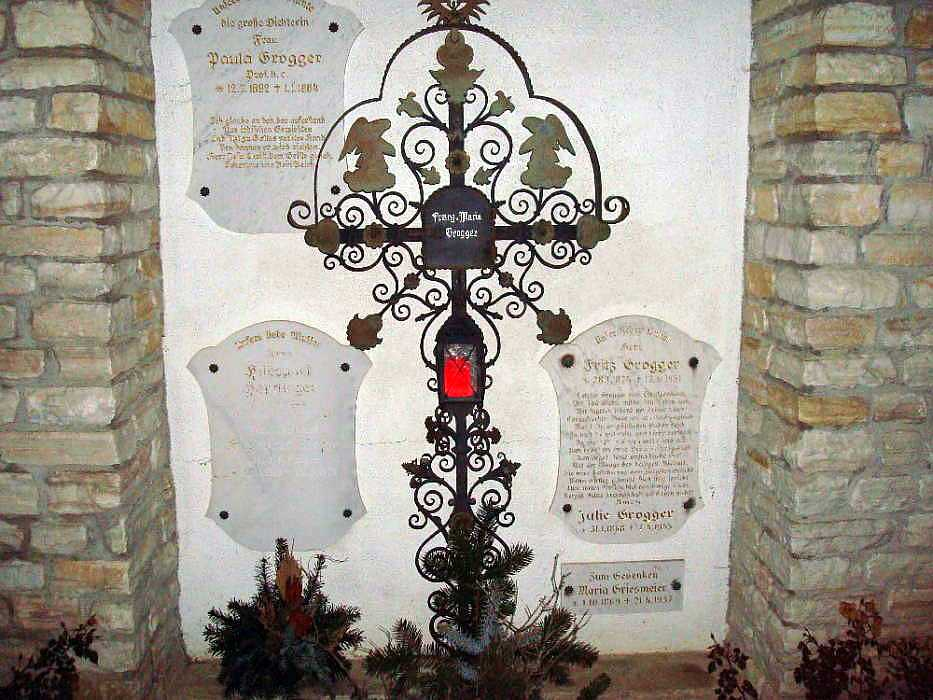
Grabstätte Paula Grogger

### Söhne und Töchter der Gemeinde
- Matthäus Offner (1716–1779), 54. Abt des Stifts Admont
- Paula Grogger (1892–1984), Schriftstellerin
- Ferdinand Tremel (1902–1979), Universitätsprofessor, Mitglied der Historischen Landeskommission für Steiermark
- Anton Egger (* 1932), emeritierter Professor für Betriebswirtschaft
- Helmut Madl (* 1942), Alttestamentler
- Hermann Flaschka (1945–2021), Mathematiker und Physiker
- Peter Haubenwallner (* 1945), Hochschuldozent, Direktor des Versorgungsamtes und der Hauptfürsorgestelle München
- Eduard Nicka (* 1945), Politiker der FPÖ
- Armin Prinz (1945–2018), Ethnologe und Mediziner
- Klaus Hoi (* 1942), Alpinist
- Martin Weichbold (* 1969), Soziologe
- Klaus Kröll (* 1980), Skirennläufer
- Johannes Kröll (* 1991), Skirennläufer
- Manuel Traninger (* 1998), Skirennläufer